# Abaltzisketa
Abaltzisketa is een gemeente in de Spaanse provincie Gipuzkoa in de regio Baskenland met een oppervlakte van 11 km². Abaltzisketa telt 324 inwoners (1 januari 2016).